# Gordon Harris
Gordon Harris (Worksop, 2 juni 1940 – 10 februari 2014) was een Brits voetballer.

## Biografie
Harris begon zijn carrière in 1958 bij Burnley FC. Daar speelde hij 258 wedstrijden. In 1967 verhuisde hij naar Sunderland AFC. Als laatste club koos hij South Shields FC en ging in 1975 met “pensioen”.
In 1966 werd hij international. ”The Bomber” speelde één keer voor de Engelse nationale ploeg. Op 5 januari 1966 speelde hij mee tegen Polen (1-1) als late invaller voor Bobby Charlton.
In 1960 werd hij kampioen met Burnley FC van de Football League First Division en in 1962 stond hij in de FA Cup-finale met die club, maar verloor met 3-1 van Tottenham Hotspur.
Harris overleed in 2014 op 73-jarige leeftijd aan kanker.